# Piatra Craivii
Die Piatra Craivii (auch Piatra Craivei, dt. Stein, Gemsenstein oder Zuckerhut, ung. Kecskekő) ist ein 1078 m hoher Berg am südöstlichen Rand des Trascău-Gebirges in Rumänien.
Der rumänische Name bezieht sich auf das nahe Dorf Craiva (Königsbach), Piatra bedeutet Stein. Die deutsche Bezeichnung Zuckerhut weist auf die markante Form hin.
Auf dem Gipfel soll im 1. Jahrhundert v. Chr. eine dakische Burg gestanden haben, die Römer nannten den Ort Apoulon. Nach Meinung einiger Historiker war diese Festung der letzte Zufluchtsort des letzten Königs der Daker, Decebal.
Nach der Niederlage der Daker zerstörten die Römer die Burg, benannten dann aber nach ihr die neu gegründete Stadt Apulum (heute Alba Iulia). Die Funde aus der Dakerzeit befinden sich heute im Muzeul Național al Unirii.
Im Jahre 1272 ließ der ungarische König Stephan V. auf dem Gipfel eine neue Burg errichten; diese erhielt den Namen Kecskés (rum. Cetate, dt. Gemsenstein). Drei Jahre später erlaubte der Nachfolger Stephans – Ladislaus IV. – den Dominikanern die Errichtung eines Klosters auf dem Burggelände. Durch Matthias Corvinus wurde in der zweiten Hälfte des 15. Jahrhunderts der weitere Ausbau der Anlage veranlasst. Wenig später nahmen Raubritter von ihr Besitz. 1515 wurde sie zerstört.
Erhalten sind nur noch wenige, kaum erkennbare Reste.
Der Gipfel des Berges erlaubt eine freie Aussicht in alle Richtungen, insbesondere auf die anderen Erhebungen des Trascău-Gebirges, auf das Siebenbürgische Erzgebirge und das Siebenbürgische Becken.